# 福岡高速4號粕屋線
福岡高速4號粕屋線（日语：／ Fukuoka kōsoku 4 gō Kasuya sen */?）是一條連接福岡縣福岡市東區貝塚系統交流道與同縣同市同區福岡交流道的福岡高速道路路線。

## 概要
- 路線區間：福岡縣福岡市東區箱崎埠頭三丁目～福岡縣福岡市東區蒲田三丁目
- 全更：6.9km
- 建造費：888億日圓（平均每公里129億日圓）
- 道路寬道：17.50m

此路線是連接福岡市與九州道的其中一條主要高速公路。全線車速限制在60km/h。全線為泛亞公路1號線的一部分。

## 連接高速道路
- 福岡高速1號香椎線（於貝塚JCT連接）
- 九州自動車道（於福岡IC連接）

## 交流道
- 全線都在日本福岡縣福岡市內。

| 出入口編號 | 中文設施名   | 日文設施名    | 英文設施名 | 接續路線名        | 起點起計 （公里） | 備註                    | 所在地      |
| ---------- | ------------ | ------------- | ---------- | ----------------- | ----------------- | ----------------------- | ----------- |
| -          | 貝塚JCT      |               |            | 福岡高速1號香椎線 | 0.0               |                         | 福岡市 東區 |
| 401        | 貝塚出入口   |               |            | 箱崎埠頭方向      | 0.9               | 福岡I.C、粕屋方向出入口 | 福岡市 東區 |
| 402        | 松島出入口   |               |            |                   | 1.9               | 貝塚方向出入口          | 福岡市 東區 |
| 403        | 多之津出入口 |               |            | 流通中心方向      | 3.1               | 貝塚方向出入口          | 福岡市 東區 |
| 404        | 粕屋出入口   |               |            | 篠栗、飯塚方向    | 5.0               | 貝塚方向出入口          |             |
| 404        | 粕屋出入口   | 糟屋郡 粕屋町 |            | 篠栗、飯塚方向    | 5.0               | 貝塚方向出入口          |             |
| -          | 福岡IC       |               |            | E3九州自動車道    | 6.9               | 無法與一般道路連接      |             |
| -          | 福岡IC       | 福岡市 東區   |            | E3九州自動車道    | 6.9               | 無法與一般道路連接      |             |

## 历史
- 1982年3月27日 - 貝塚JCT至貝塚出口之間開通。
- 1983年6月30日 - 貝塚入口啟用。
- 1999年3月27日 - 貝塚出入口至福岡IC之間開通。
- 2012年7月21日 - 隨著環狀線全線開通，此路線名稱上加上「粕屋線」。

## 交通流量
平日24時間交通量（平成17年度道路交通調查）
- 福岡市東區松島4丁目 : 33,296
- 糟屋郡粕屋町江辻 : 14,439

## 關連條目
- 福岡高速道路
- 九州地方道路一覧

## 外部連結
- 福岡北九州高速道路公社 （页面存档备份，存于）